# Dégen Titusz
Felsőhegyi Dégen Titusz (Pest, 1836. augusztus 18. – Budapest, 1894. február 19.) ferences plébános, egresi címzetes apát.

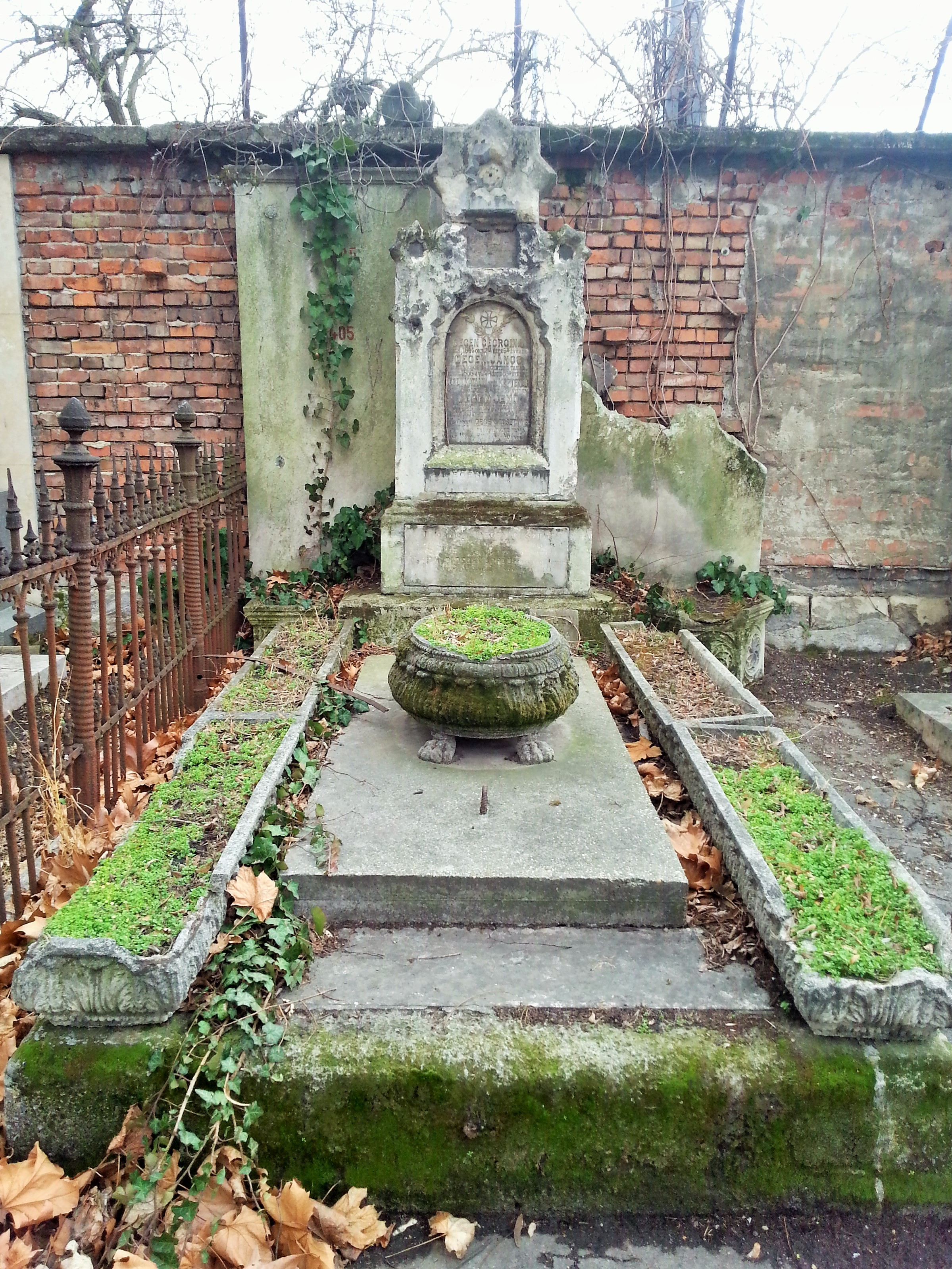
Sírja a Fiumei úti sírkertben (Jobb oldali falsírboltok, J-405)

## Családja
Apja Degen János, dr. egyetemi jogtanár, testvérei: Degen Gusztáv jogász, politikus és Degen Jenő szintén plébános voltak.

## Pályafutása
1881-ben az ő vezetésével szakadt le a Terézvárosi plébánia területéről az önálló Erzsébetvárosi plébániai kerület, amikor a Rózsák tere északi részén egy templom épült Czigler Győző tervei szerint. Később e templom kicsinynek bizonyult az egyre növekvő lélekszámhoz, s ezért 1900-1901-ben Steindl Imre tervei alapján nagyobb templom épült, s a korábbit pedig a görögkatolikusoknak ajándékozták. A templom filiálisa volt az Erzsébetvárosi plébánia megalakulása óta a Hermina kápolna, melyet Degen Titusz lelkiismeretesen gondozott, 1885-ben hozták helyre a kápolna megrongálódott lépcsőzetét.
1892-től az egresi ciszterci apát címét viselte. Halálát idült hörghurut okozta. A Kerepesi úti temetőben helyezték örök nyugalomra.
Több jótékony egyesület tagja volt. Szervezte az erzsébetvárosi sápadt, vézna gyermekek üdültetésének akcióit.

## Művei
- Idézetgyűjtemény (Kézirat). Magyar, német, latin nyelvű. OSzK. Kézirattár. Oct. Hung. 1309.